# 페스트
페스트(독일어: Pest, 영어: plague 플레이그[*])는 엔테로박테리아의 일종인 페스트균(Yersinia pestis)에 의해 발병하는 치명적 전염병이다.
2007년 6월 현재 페스트는 콜레라, 황열과 함께 세계보건기구에서 집중 주시하는 검역 전염병이다.
오늘날에도 세계 각지의 풍토병으로 위세를 떨치는 페스트는 공기 전염, 접촉 전염, 오염된 음식물 등을 통해 전염이 가능하며, 쥐와 벼룩을 통해 주로 전염되는 것으로 알려져 있다. 페스트의 증상은 감염자마다 최초 감염 부위 근처에 집중되는데, 이에 따라 림프절에 감염되는 선페스트, 혈관에 감염되는 패혈성 페스트, 허파에 감염되는 폐페스트 등으로 분류된다. 조기에 발견되면 치료가 가능하다.

## 전염과 분포

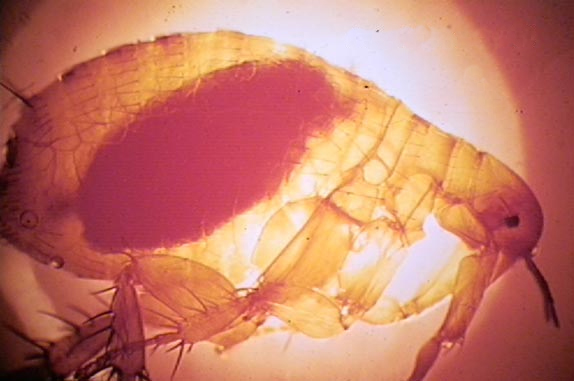
흡혈을 해서 충혈된 동양쥐벼룩(Xenopsylla cheopsis). 이 종의 벼룩은 아시아, 아프리카, 남미에 유행하는 선페스트의 병원체인 이에르시니아 페스티스 박테리아의 매개체이다. 암컷과 수컷 모두 흡혈을 하며 페스트를 옮길 수 있다.

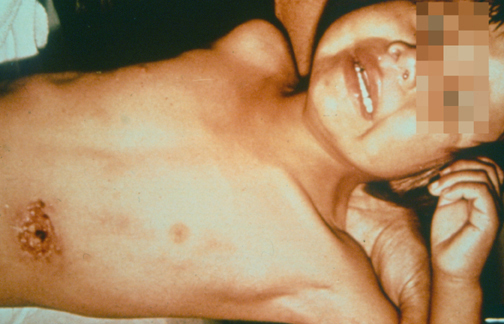
벼룩에 물린 아동이 페스트 박테리아에 감염되었다. 페스트균은 엔테로박테리아과에 속한다. 벼룩에 물린 자리에는 궤양이 발생했다.

이에르시니아 페스티스(Y. pestis)가 비감염자에게 전파되는 경로는 다음과 같은 것들이 있다.
- 비말 접촉: 감염된 사람의 기침 또는 재채기
- 직접 접촉: 감염된 사람을 만지는 경우. 성관계를 포함함.
- 간접 접촉: 오염된 흙이나 오염된 표면을 만지는 경우.
- 공기 전염: 병원체 미생물이 공기 중에 오랫동안 살아남아 있는 경우.
- 경구 전염: 오염된 음식물 또는 물을 섭취한 경우
- 매개 전염: 매개체 곤충(벼룩 등)이나 다른 동물에 의해 옮은 경우.

이에르시니아 페스티스는 동물 보균 숙주들 사이에서 순환하며, 특히 설치류가 취약하다. 페스트의 주 감염 지역은 열대 및 아열대 위도와 온대 위도에서, 특히 더 따뜻한 곳에 걸쳐 두꺼운 띠 모양을 이루며, 북위 55도에서 남위 40도 사이에 해당한다. 이는 오스트레일리아를 제외한 모든 대륙에서 확인되고 있다.
쥐가 선페스트의 유행을 직접적으로 시작하는 것은 아니다. 벼룩, 특히 동양쥐벼룩(Xenopsylla cheopis)이 주로 병원체를 가지고 있다가, 이 벼룩이 쥐를 감염시켜 쥐를 페스트의 1차 피해자로 만든다. 인간의 감염은 감염된 쥐를 흡혈한 벼룩이 다시 인간을 흡혈했을 때 발생한다. 박테리아는 벼룩의 몸에서 증식하여 덩어리를 형성하고, 이 덩어리가 위장을 틀어막아 벼룩이 굶주리게 만든다. 그러면 벼룩은 계속해서 흡혈을 하지만, 배를 채울 수는 없어서 흡혈한 피를 도로 게워낸다. 오염된 이 피가 벼룩이 문 상처로 다시 흘러 들어가는 순간 선페스트 박테리아는 새로운 감염자를 발생시킨다. 감염을 일으킨 벼룩은 최종적으로는 굶어 죽는다. 페스트의 심각한 유행은 대개 설치류의 다른 질병 유행 또는 설치류 개체수 증가로 인해 시작된다.
제3차 페스트 범유행이 일어난 1894년, 프랑스의 알렉산드르 예르신과 일본의 기타자토 시바사부로 두 세균학자가 각각 독립적으로 홍콩에서 페스트 병원체를 분리해 냈다. 두 학자 모두 발견 사실을 발표했으나, 기타자토의 모순되는 발언으로 인해 학계에서는 예르신을 최초의 페스트 병원체 분리자로 인정했다. 예르신은 파스퇴르 연구소를 기념해 "파스테우렐라 페스티스"(Pasteurella pestis)라는 학명을 붙였다. 이후 1967년 페스트균이 새로운 속으로 재분류되면서 예르신을 기념해 "이에르시니아 페스티스"라는 학명으로 재명명된다. 또한 예르신은 페스트에 감염된 쥐들이 페스트 유행 때만 발견되는 것이 아니라 페스트 유행의 전조로 발생할 수도 있음을 확인했다. 중국과 인도의 촌민들은 많은 수의 쥐 시체가 발견된 이후 곧 페스트 발생이 뒤따랐다고 증언했다.
1898년 제3차 범유행과 싸우기 위해 중국으로 왔던 프랑스 학자 폴루이 시몬드가 쥐벼룩이 병의 감염 매개체라는 사실을 정립했다. 그는 페스트 감염자와 가까이 있지 않은 사람도 감염될 수 있음에 주목했다. 중국 윈난성에서는 주민들이 집에서 죽은 쥐를 발견하면 집을 버리고 도망가곤 했고, 이는 포르모사(오늘날의 타이완)에서도 동일했다. 포르모사 주민들은 죽은 쥐를 건드리면 페스트에 걸릴 위험이 높아진다고 믿었다. 이러한 관찰 결과 시몬드는 벼룩이 페스트 전염의 중요 요소일 것이라고 의심했다. 실제로 시몬드는 페스트로 죽은 쥐에게서 감염된 벼룩이 옮은 건강한 쥐가 죽는 것을 확인했다.

## 병리

### 선페스트

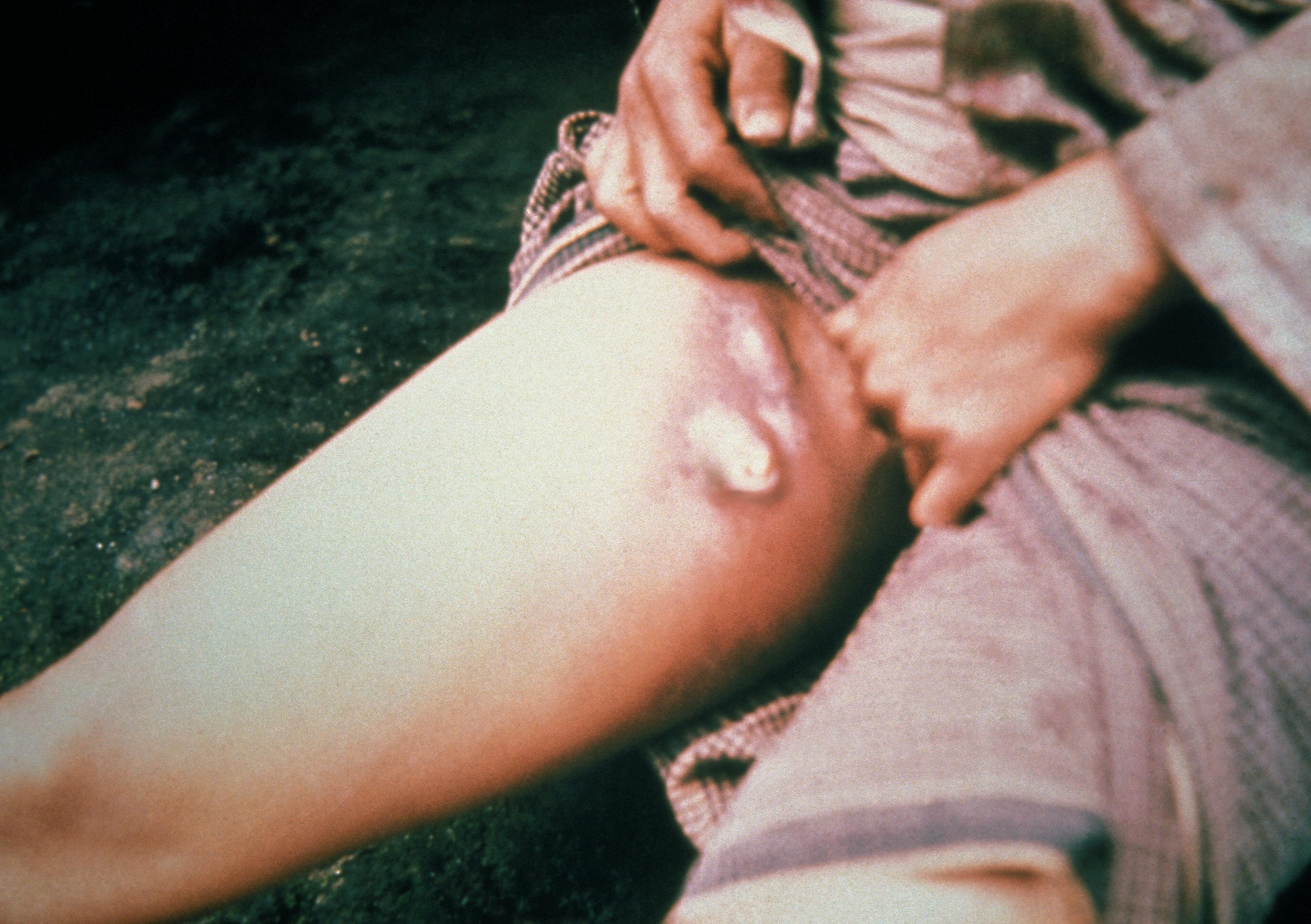
선페스트 감염자의 사타구니 림프절이 부어올랐다.

벼룩이 인간을 물고 게운 피로 인해 물린 상처가 오염되면, 페스트 박테리아가 신체 조직으로 침투한다. 페스트 박테리아는 세포 안에서 번식할 수 있으며, 이 때문에 식작용이 일어나도 생존한다. 몸에 들어온 박테리아가 림프 계통에 침범하면 간질액을 빼낸다. 페스트 박테리아는 수많은 독소를 품고 있으며, 그중 몇 가지는 위험한 베타 수용체 차단을 일으킨다.
페스트 박테리아는 림프절에 도달할 때까지 감염자의 림프관을 타고 계속 퍼진다. 림프절에 박테리아가 도달하면 심각한 출혈성 염증이 발생해 림프절이 부풀어오르고, 선페스트의 명백한 특징인 가래톳(bubo)이 나게 된다. 림프절이 점령되고 나면 페스트 박테리아는 혈관에 침범할 수 있으며, 이는 "이차적 패혈성 페스트"로 이어진다. 이어서 박테리아가 허파까지 침범하면 "이차적 폐페스트"가 발생한다.

### 패혈성 페스트
림프액이 혈액 속으로 스며들어 가면, 페스트 박테리아는 혈관을 통해 신체 모든 곳으로 퍼져나간다. 박테리아의 내독소가 파종성 혈관 내 응고(DIC)를 일으키면 전신에 작은 응혈이 생기고 응혈을 중심으로 허혈성 괴사(혈액 순환이 되지 않아 조직이 썩어 들어가는 것)가 일어날 수 있는데, 이를 패혈성 페스트라 한다. DIC로 인해 신체의 혈액 응고 성분들이 고갈되고, 더 이상 출혈을 제어할 수 없어지면 피부와 다른 장기에도 출혈이 일어나 붉거나 검은 발진과 객혈 및 토혈을 유발한다. 벌레에 물린 것 같은 혹이 피부에 나는데, 대개 그 색깔은 붉은색이고 중앙은 흰색일 때도 있다. 치료받지 않으면 패혈성 페스트는 치명적이다. 조기에 발견해 항생제 치료를 받으면 치사율을 4~15퍼센트까지 떨어뜨릴 수 있다.

### 폐페스트
허파가 감염되면 폐렴 형태의 페스트가 발생한다. 기침과 재채기를 유발하며, 이를 통해 공기 중에 박테리아 세포가 함유된 액체 분말을 살포한다. 이 분말을 흡입한 사람은 누구든 감염이 일어날 수 있다. 폐페스트는 잠복기가 2~4일 정도로 짧으나, 때로는 불과 몇 시간 만에 잠복기가 끝날 수도 있다. 초기 징후는 두통, 몸살, 객혈, 토혈 등으로 다른 호흡기 질환과 구분할 수 없다. 병의 진전은 매우 빠르다. 적절한 시간, 대개 몇 시간 안에 진단을 받고 치료하지 않으면 하루에서 엿새 사이에 사망한다. 치료받지 않은 경우의 치사율은 100%에 달한다.

### 인두페스트
다른 유형의 페스트 감염자와 접촉했을 경우 발생할 수 있는 드문 유형의 페스트로, 편도염과 유사하다.

### 수막페스트
박테리아가 혈액뇌장벽을 통과했을 경우 발생한다. 감염성 뇌수막염으로 이어진다.

### 그 외
그 외에도 무증상 페스트, 부전성 페스트 등의 발현 형태가 있으나 위의 형태들과 비교했을 때 드물다.

## 치료
제때 발견해 진단을 받기만 하면 다양한 형태의 페스트는 모두 항생제 치료에 효과를 보인다. 일반적으로 사용되는 항생제로는 스트렙토마이신, 클로람페니콜, 테트라시클린이 있다. 신세대 항생제 중에서는 겐타마이신, 독시사이클린이 페스트의 단일 요법 치료에서 효과가 있음이 밝혀져 있다.

## 역사

### 고중세

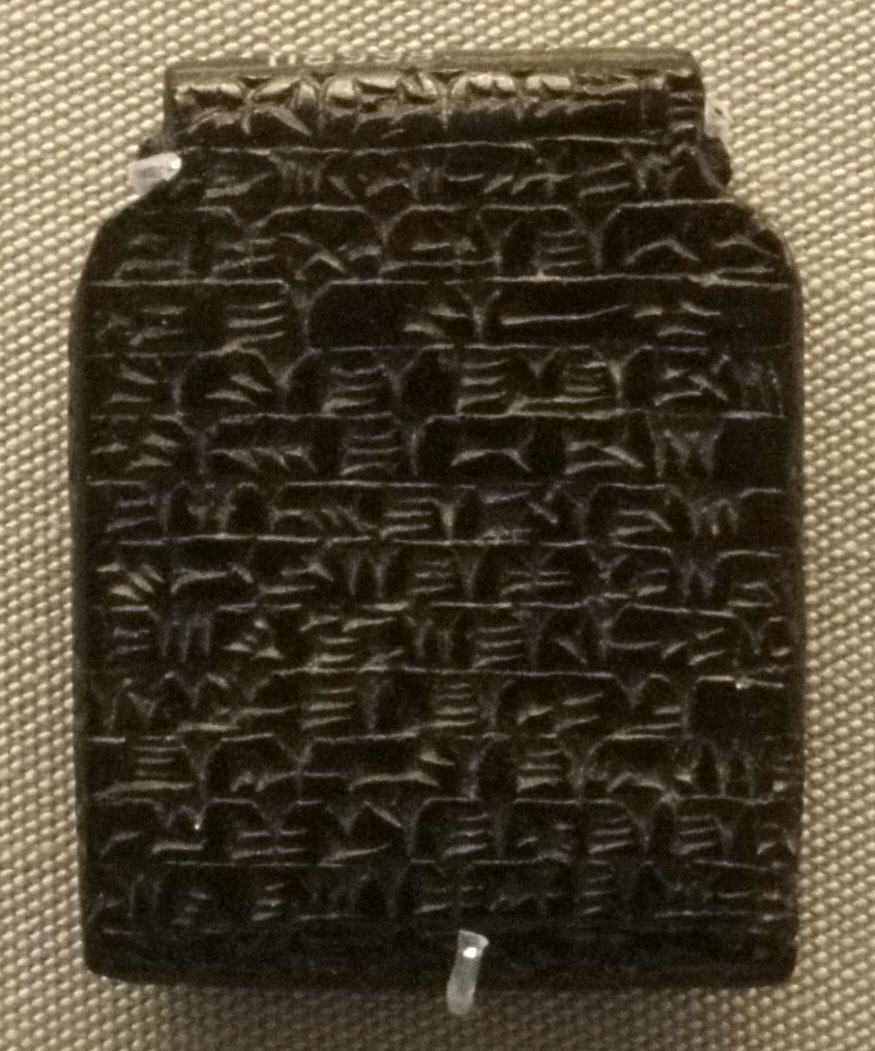
기원전 800년 ~ 기원전 612년 사이의 부적. 아카드 시대의 것으로, 역병을 피하기 위해 에라 신에게 기원하는 내용이 새겨져 있다.

페스트 유행이 최초로 기록된 것은 아마 히브리어 성경(타나크의 사무엘상 5장일 것이다. 여기에 보면 아슈도드(한글성서인 새번역에서는 아스돗)의 블레셋인들이 야훼를 모신 계약의 궤를 훔쳐간 죄로 페스트에 걸려 고통받는 내용이 나온다. 대개 블레셋인들이 겪은 증세를 "종기"(영어에서는 종양, 한글성서인 새번역에서는 악성 종양)라고 번역하는데, 이는 선페스트로 인한 가래톳을 묘사한 것으로 보인다. 이 페스트로 인해 블레셋인들의 인구는 크게 줄었다.
한글성서 《새번역》에서는 당시 블레셋 사람들이 걸린 전염병을 이렇게 쓰고 있다.
| “ | 블레셋 사람들은 하나님의 궤를 빼앗아서, 에벤에셀에서 아스돗으로 가져 갔다.블레셋 사람들은 하나님의 궤를 다곤 신전으로 가지고 들어가서, 다곤 신상 곁에 세워 놓았다. 그 다음날 아스돗 사람들이 아침에 일찍 일어나서 보니, 다곤이 주님의 궤 앞에 엎어져 땅바닥에 얼굴을 박고 있었다. 그들은 다곤을 들어서 세운 다음에, 제자리에 다시 가져다 놓았다. 그 다음날도 그들이 아침 일찍 일어나서 가 보니, 다곤이 또 주님의 궤 앞에 엎어져서 땅바닥에 얼굴을 박고 있었다. 다곤의 머리와 두 팔목이 부러져서 문지방 위에 나뒹굴었고, 다곤은 몸통만 남아 있었다. 그래서 오늘날까지도 다곤의 제사장들과 다곤 신전에서 예배하는 사람들은, 아스돗에 있는 다곤 신전에 들어갈 때에, 문지방 위를 밟지 않고 넘어서 들어간다. 주님께서 아스돗 사람들을 무섭게 내리치셨다. 주님께서 그들에게 악성 종양 재앙을 내리셔서, 아스돗과 그 지역 사람들을 망하게 하셨다. 아스돗 사람들이 이것을 보고 "이스라엘의 신이 우리와 우리의 신 다곤을 무섭게 내리치니, 그 신의 궤를 우리가 있는 곳에 두어서는 안 되겠다" 하고 말하면서, 사람을 보내어 블레셋 통치자들을 모두 불러모아 놓고, 이스라엘 신의 궤를 어떻게 해야 좋을지를 물었다. 블레셋 통치자들이 이스라엘 신의 궤를 가드로 옮기자고 하였으므로, 아스돗 사람들은 이스라엘 신의 궤를 가드로 옮겼다. 아스돗 사람들이 그 궤를 가드로 옮긴 뒤에, 주님께서 또 그 성읍을 내리쳐서, 사람들이 큰 혼란에 빠졌다. 주님께서 그 성읍의 사람들을, 어린 아이나 노인이나 할 것 없이 모두 쳐서, 악성 종양이 생기게 하셨다. 그러자 그들이 하나님의 궤를 에그론으로 보냈다. 그러나 하나님의 궤가 에그론에 이르렀을 때에, 에그론 주민들은 "아스돗 사람들이 이스라엘 신의 궤를 우리에게로 가져 와서 우리와 우리 백성을 죽이려고 한다" 하면서 울부짖었다. 그래서 그들은 또 사람들을 보내어 블레셋 통치자들을 모두 불러모아 놓고 "이스라엘 신의 궤를 돌려 보내어, 그 있던 자리로 돌아가게 하고, 우리와 우리 백성이 죽지 않게 해주시오!" 하고 요청하였다. 하나님이 거기에서 그들을 그렇게 무섭게 내리치셨기 때문에, 온 성읍 사람들이 죽을 지경에 이르러, 큰 혼란에 빠졌다.죽지 않은 사람들은 악성 종양이 생겨서, 온 성읍에서 비명소리가 하늘에 사무쳤다. (사무엘상 5장) | ” |

투키디데스는 펠로폰네소스 전쟁 2년차(기원전 430년) 때 에티오피아에서 시작된 유행병이 이집트와 리비아를 거쳐 그리스에 상륙했다고 기록하고 있다. 아테네 역병으로 인해 아테네 인구 중 3분의 1이 죽었으며, 그중에는 아테네의 지도자 페리클레스도 포함되어 있었다. 현대의 역사학자 사이에서는 아테네의 패전에 이 역병이 미친 영향을 놓고 이견이 분분하다. 이 역병의 정체는 오랫동안 페스트로 생각되어 왔으나, 오늘날 학자들은 티푸스, 천연두, 홍역이 기록된 증세와 더 일치한다고 보고 있다. 최근 역병 사망자의 치수(齒髓)에서 발견된 DNA를 분석한 결과, 장티푸스가 유력한 용의선에 올랐다.
1세기, 그리스 해부학자 에페소스의 루푸스가 리비아, 이집트, 시리아에 역병이 발생했다고 기록했다. 그는 디오스코리데스와 포시도니우스라는 알렉산드리아의 의사 두 사람이 금성 발열, 통증, 불안, 섬망 등의 증세를 기록했다고 인용하고 있다. 감염자에게는 무릎 뒤, 팔꿈치 주위 등에 크고 단단한, 그러나 화농은 아닌 덩어리가 생겼다고 한다. 감염자의 사망률은 매우 높았다. 또한 루푸스는 기원전 3세기 알렉산드리아에서 의학을 수학한 디오니시오스 쿠르토스도 유사한 덩어리 증상을 보고한 바 있다고 썼다. 만약 그의 기록이 정확하다면 지중해 동부는 일찍부터 선페스트의 존재를 알고 있었던 것으로 보인다.
2세기에는 마르쿠스 아우렐리우스 안토니우스 황제의 이름을 딴 안토니우스 역병이 발생했다. 이 역병은 병을 처음 처치하던 갈레노스의 이름을 따 갈레노스 역병이라고도 부른다. 이 역병은 페스트가 아니고 천연두일 가능성도 있는데, 갈레노스는 역병이 로마에 들이닥친 166년 이 도시에 있었고, 아퀼레이아에 주둔한 군단병들 사이에 역병이 돈 168년에서 169년으로 넘어가는 겨울에도 현장에 있었다. 갈레노스는 능숙하게 병을 다루었고, 병의 지속 기간이 길며 그 증세가 어떠하고 처치법은 어떠한지를 상세히 기록했다. 불행히도 갈레노스의 기록들은 파편화되어 남아 있는 것은 매우 짧다. 바르톨트 니부어에 따르면, “이 악성 전염병은 믿을 수 없을 정도의 맹위를 떨쳤다. 셀 수 없는 희생자가 발생했다. 고대 세계는 M. 아우렐리우스의 치세 때 들이닥친 역병으로 인한 변화를 결코 되돌릴 수 없었다.” 역병의 사망률은 7~10퍼센트에 달했다. 165년에서 166~168년의 역병은 대략 350만에서 500만 명의 희생자를 낳았다. 오토 시크는 로마 제국의 인구 절반 이상이 죽었다고도 생각했고, J. F. 길리엄은 안토니우스 역병이 3세기 중반 이전 로마 제국에서 발생한 그 어떤 전염병보다도 많은 사망자를 냈다고 말한다.
그 이후 페스트는 인류 역사상 세 번에 걸친 범유행을 일으켰다. 각 유행의 정확한 시작과 종료가 언제인지는 아직 논쟁 대상이다. 벨먼트대학교의 조지프 P. 바인에 따르면 세 차례 범유행은 다음과 같다.
- 제1차 페스트 범유행(541~750년) : 이집트에서 시작해 지중해 세계(유스티니아누스 페스트)를 거쳐 북서 유럽으로 전파.[23]
- 제2차 페스트 범유행(1345~1840년) : 중앙아시아에서 시작해 지중해를 거쳐 유럽으로 전파되었고, 중국 쪽으로도 전파되었을 가능성이 있다. 흑사병도 제2차 범유행의 일부이다.[23]
- 제3차 페스트 범유행(1866~1960년대) : 중국에서 시작해 전 세계로 전파되었다. 특히 인도와 미국 서해안의 피해가 심했다.[24]

한편, 흑사병을 제2차 범유행의 시작 즈음이 아닌 제1차 범유행의 종료 즈음으로 보기도 한다. 만약 그럴 경우 제2차 범유행은 1361년에 시작한 것이 된다. 또한 제2차 범유행의 종료 시점 역시 1840~1890년 사이에서 의견이 분분하다.

### 제1차 페스트 범유행(6세기~8세기)
유스티니아누스 페스트라고 불리며, 541년에서 542년까지 동로마 제국, 사산 제국, 지중해 연안 전역에 걸쳐 발생한 페스트 범유행이다. (재유행은 750년까지 진행되었다.) 역사상 가장 끔찍한 페스트 범유행 중 하나였으며, 2500만~5000만 명이 사망했다.  일부 역사가들은 2세기 후에 재발한 것까지 계산하면, 사망자가 1억 2000만 명까지 이르렀다고 추정한다. 이 인구는 유럽 인구의 절반에 해당하는 숫자이다.

### 제2차 페스트 범유행(14세기~19세기)
독일 막스플랑크 진화인류학연구소의 요하네스 크라우스 박사와 영국 스털링대의 필립 슬라빈 교수 공동 연구진이 2022년 국제 학술지 ‘네이처’에 발표한 논문에 따르면, 중앙아시아 키르기스스탄에서 페스트가 발병했다. 1338년 북쪽의 이식 쿨 호수 근처에 매장된 시체의 묘비에는 시리아어로 ‘이곳은 유행병(페스트)으로 죽은 신자 산마크의 무덤’이라고 적혀 있었다. 산마크는 실크로드 무역에 종사하는 상인이었고, 발굴 기록에 따르면 이 지역에서 유행병에 감염되어 사망한 상인은 116명에 이른다. 막스 플랑크 연구소 과학자들이 키르기스스탄 무덤의 치아에서 DNA를 추출해 분석한 결과, 유럽을 휩쓴 페스트균이 돌연변이를 일으키기 전 형태와 일치했다. 무덤의 페스트균은 오늘날 이식 쿨 호수 근처에 사는 설치류의 페스트균과도 유사했다. 연구진은 14세기 기상이변으로 텐산산맥에서 설치류인 마멋이 폭증하면서 실크로드를 오가던 무역상들에게 페스트균을 옮겼을 가능성이 크고, 다시 그들이 흑사병을 아시아에서 유럽으로 퍼뜨린 것으로 추정된다. 역사 기록에 따르면 1346년 몽골군이 흑해 크림반도의 카파항을 포위 공격하면서 유럽에 흑사병이 퍼졌다고 말한다.
1340년경의 유럽 인구는 약 7500만 명이었다. 지중해에서 스칸디나비아까지 페스트 유행병이 발생하면서, 네 해도 채 되지 않아 유럽 인구의 3분의 1이 죽음을 맞았다. 인구가 감소하자 노동력이 부족해졌고, 결국 영주들은 농노들의 지위를 높여 주거나, 농노와 거래해야만 했다. 이로써 중세 유럽의 기본을 이루던 장원 제도와 봉건제가 몰락했다. 14~16세기에 이뤄진 르네상스 운동의 경제적 근거로 작용했다는 의견이 있다.

### 제3차 페스트 범유행(19세기~21세기)
제3차 페스트 유행은 1855년 중국 윈난성에서 발생했다. 페스트는 인간이 거주하는 모든 대륙에 확산되었고, 인도와 중국 두 나라에서만 1200만 명 이상이 사망했다. 세계보건기구에 의하면 제3차 범유행은 페스트 사망자가 연간 200명 이하로 떨어진 1959년까지 계속된 것으로 상정된다.

## 생물무기
14세기 몽골군이 러시아 남부 크림반도에 페스트에 걸려 죽은 시체를 성 안으로 던져 넣었다.